# Susanne Crewell
Susanne Crewell (* 1. Januar 1964) ist eine deutsche Meteorologin, Hochschullehrerin und Trägerin der Alfred-Wegener-Medaille. Seit 2006 ist sie Professorin für Meteorologie am Institut für Geophysik und Meteorologie der Universität zu Köln.

## Werdegang
Crewell studierte am Institut für Meereskunde in Kiel, wo sie 1990 ihr Diplom in Meteorologie ablegte. Am Institut für Umweltphysik in Bremen promovierte sie 1993 mit einer Arbeit zur Radiometrie und war dort noch bis ins Folgejahr als Postdoc tätig. Im Anschluss forschte sie bis 1996 an der State University of New York und Stony Brook zum antarktischen Ozonabbau. Nach ihrer Rückkehr nach Deutschland wandte sie sich als Assistentin am Meteorologischen Institut der Universität Bonn dem atmosphärischen Wasserkreislauf und dem Aufbau einer bodenbasierten Fernerkundungsplattform zu. Mit einer Arbeit zu diesem Thema habilitierte sie sich im Jahr 2002 in Bonn.
Im Februar 2004 wechselte sie als Professorin für experimentelle Meteorologie an die Universität München, wo sie die Arbeitsgruppe für Strahlung und Fernerkundung des Meteorologischen Instituts leitete. 2006 trat sie ihre Professur für Meteorologie an der Universität zu Köln an.
Seit ihrer Promotion forscht Crewell in zahlreichen Projekten zur Arktis, zum Beispiel mithilfe von verschiedenen Messkampagnen, welche Rolle Wolken bei der arktischen Erwärmung spielen können. In dem seit 2016 laufende DFG-Sonderforschungsbereich Transregio 172 „Arktische Verstärkung“ arbeitet sie am Verständnis der überdurchschnittlichen Erwärmung der Nordpolarregion.
Aufgrund ihrer „herausragenden theoretischen und experimentellen Arbeiten zur Fernerkundung der atmosphärischen Grenzschicht und der bewölkten Atmosphäre, die wichtige Grundlagen für deren Nutzung in der Wettervorhersage geschaffen haben“, wurde sie 2019 mit der Alfred-Wegener-Medaille ausgezeichnet.

## Auszeichnungen
- 2021: Aufnahme als Mitglied in die Nationale Akademie der Wissenschaften Leopoldina[8]
- 2019: Alfred-Wegener-Medaille der Deutschen Meteorologischen Gesellschaft[9]
- 2013: Ordentliches Mitglied der Nordrhein-Westfälischen Akademie der Wissenschaften und der Künste[1]
- Wintersemester 2007/2008: Albertus Magnus-Lehrpreis[10]